# Thomas Endl
Thomas Endl (* 1964 in Eichstätt) ist ein deutscher Verleger, Autor und Fernsehregisseur.

## Ausbildung
Thomas Endl studierte an der Otto-Friedrich-Universität Bamberg im Hauptfach Germanistik mit Schwerpunkt Literaturvermittlung und im Nebenfach Soziologie. Zu seinen akademischen Lehrern zählten Rolf Bergmann und Ulrich Beck. Während des Studiums hospitierte er beim Donaukurier, beim Stadttheater Ingolstadt und beim Saarländischen Rundfunk. Außerdem war er als freier Mitarbeiter für den Kulturkanal Ingolstadt tätig. Seine Diplomarbeit schrieb er bei Helmuth Kiesel über Literaturkritik im Hörfunk. Nach dem Studium absolvierte er als Programmvolontär beim Bayerischen Rundfunk eine Ausbildung zum Hörfunk- und Fernsehredakteur.

## Autor und Regisseur
Als Autor und Regisseur arbeitete Thomas Endl für verschiedene Hörfunk- und Fernsehredaktionen des Bayerischen Rundfunks (Geschichte, Kirche und Welt, Unter unserem Himmel, Unterhaltung). Bis heute ist er Redakteur in der Programm-Promotion des BR Fernsehens.
Für das ZDF schrieb Thomas Endl mit Bettina Brömme das Drehbuch einer Folge von SOKO 5113. Als Kinderbuchautor publizierte er u. a. bei Baumhaus, Egmont SchneiderBuch und – gemeinsam mit Christine Spindler unter dem Pseudonym Kris Benedikt – bei Langenscheidt. Außerdem schrieb er Gute-Nacht-Geschichten für das Betthupferl, eine Sendereihe des Bayerischen Rundfunks.
Thomas Endl ist in zahlreichen Anthologien von Kinderbuchverlagen und Verlagen der LGBTQ-Szene vertreten. Als Herausgeber von Anthologien war er für Reclam Leipzig und den Querverlag tätig.

## Verlagstätigkeit
2012 gründete er mit der edition tingeltangel einen eigenen Verlag, der sich auf Belletristik und Krimis mit Bayern-Bezug spezialisiert hat. In der Edition Luftschiffer, einem Imprint der edition tingeltangel, erscheinen historische Sachbücher mit Bayern-Bezug.

## Histonauten
2011 gründete Thomas Endl gemeinsam mit Klaus Reichold die Histonauten. Sie betreiben u. a. das bavaricum@histonauten, eine kleine Akademie für Kulturgeschichte mit den Schwerpunkten Münchner Stadtgeschichte, Bayerische Landesgeschichte, Europäische Kulturgeschichte und Geschichte der Wittelsbacher.
Im Auftrag des Museumspädagogischen Zentrums München und des Freundeskreises der Pinakothek der Moderne realisierte Thomas Endl einen filmpädagogischen Workshop mit dem Titel Bilder drehen, Bilder verstehen. Vom Still zur Story – Wie man Gemälde zum Leben erweckt.
2017 riefen Thomas Endl und Klaus Reichold die Buchmesse litera bavarica@histonauten ins Leben. Sie präsentiert jedes Jahr im Herbst Publikationen und Informationen zur Münchner Stadtgeschichte, zur Bayerischen Landesgeschichte und zur Europäischen Kulturgeschichte. 2020 etablierten Thomas Endl und Klaus Reichold in Zusammenarbeit mit Gerhard Willhalm, dem Betreiber der Seite Stadtgeschichte München, das Online-Portal litera bavarica – Die Welt der bayerischen Bücher als dauerhafte digitale Ergänzung der Buchmesse.

## Trivia
Der Sulzemooser Pfarrer Johann Baptist Endl (1847–1896), der den späteren Räuber Matthias Kneißl 1891 zum ersten Mal einsperren ließ, ist ein Urgroßonkel von Thomas Endl. Bartholomäus Endl, der Großvater von Thomas Endl, besuchte gemeinsam mit Matthias Kneißl die Sonntagsschule in Sulzemoos. Die Geschichte des Räubers Kneißl verarbeitete Thomas Endl in der Dokumentation Schrotgewehr und Guillotine – Das wahre Leben der bayerischen Räuber, die er 2003 mit Klaus Reichold für das Bayerische Fernsehen drehte.

## Auszeichnungen
- April 2004: Auszeichnung des Fantasy-Romans Prinzessin der Nacht als Kinderbuch des Monats durch die Deutsche Akademie für Kinder- und Jugendliteratur
- 2005: Anteil am Journalistenpreis des Deutschen Nationalkomitees für Denkmalschutz als Co-Autor der Sendereihe 100 Monumente des Bayerischen Fernsehens (Redaktion: Engelbert Schwarzenbeck)
- März 2009: Auszeichnung des Gruselromans Der Turm der tausend Schatten (erster Band der Reihe Karfunkelstadt) als Kinderbuch des Monats durch die Deutsche Akademie für Kinder- und Jugendliteratur
- 2020: Auszeichnung Bayerns Beste Independent Bücher 2020 für die Edition Luftschiffer, vergeben vom Bayerischen Staatsministerium für Wissenschaft und Kunst, für die Publikation Warum Bayern ein orientalisches Land ist und andere weiß-blaue Wahrheiten[10]

## Werke

### Kinder- und Geschenkbücher (Auswahl)
- Der fantastische Circus Sarrasani und der verrückte Zauberspruch. mit Illustrationen von Karin Schliehe und Bernhard Mark. Baumhaus, Frankfurt am Main 2001, ISBN 3-8315-0287-0.
- Nikolaus und Nikolina. mit Illustrationen von Cornelia Haas. Baumhaus, Frankfurt am Main 2004, ISBN 3-8339-3527-8.
- Prinzessin der Nacht. Baumhaus, Frankfurt am Main 2004, ISBN 3-8315-0215-3.[11]
- Das kleine Trara. mit Illustrationen von Cornelia Haas. Baumhaus, Frankfurt am Main 2005, ISBN 3-8339-3522-7.
- mit Christine Spindler: My Tomcat from Mars/Mein Kater vom Mars. Langenscheidt, Berlin / München / Wien / Zürich / New York 2008, ISBN 978-3-468-20547-7 (unter dem Pseudonym Kris Benedikt). (rein deutschsprachige Neuausgabe: Mein Kater vom Mars – Her mit dem Stoff! edition tingeltangel, München 2015, ISBN 978-3-944936-12-3)
- Karfunkelstadt. 4 Bände. Egmont SchneiderBuch, Köln 2009/2010, ISBN 978-3-505-12539-3 / 978-3-505-12540-9 / 978-3-505-12541-6 / 978-3-505-12542-3
- mit Christine Spindler: Invasion on Mars/Invasion auf dem Mars. Langenscheidt, Berlin / München / Wien / Zürich / New York 2010, ISBN 978-3-468-20554-5. (unter dem Pseudonym Kris Benedikt) (rein deutschsprachige Neuausgabe: Mein Kater vom Mars – Zur Hölle mit den Zigs! edition tingeltangel, München 2015, ISBN 978-3-944936-13-0)
- Niklas Märchenkönig. mit Illustrationen von Karin Schliehe und Bernhard Mark. edition buntehunde, Regensburg 2011, ISBN 978-3-934941-65-6.

### Sachbuch
- Die phantastische Welt des Märchenkönigs – Ludwig II., mit Klaus Reichold, Edition Luftschiffer, München 2017, ISBN 978-3-944936-33-8 (erweiterte Neuausgabe der 2011 bei Hoffmann und Campe erschienenen Publikation Ludwig forever)

### Herausgeberschaft
- Thomas Endl, Bettina Brömme: Ein Herz und eine Serie – Fernsehgeschichten. Reclam Verlag Leipzig, Leipzig 1999, ISBN 3-551-58116-9.
- Thomas Endl, Bettina Brömme: Mutters Tochter Vaters Sohn oder Wie ich meine Eltern kennenlernte. Reclam Verlag Leipzig, Leipzig 2001, ISBN 3-379-20005-0.
- Thomas Endl, Bettina Hasselbring: Vorerst für immer – Lesbisch-schwule Paargeschichten. Querverlag, Berlin 2003, ISBN 3-89656-089-1.

### Fernsehdokumentationen (Auswahl)
- Münchens Broadway – Das Deutsche Theater wird 100, mit Fatema Mian, Bayerisches Fernsehen 1996
- Feuertod und Glockenspuk – Die Heiligen vom Irschenberg, mit Klaus Reichold, Bayerisches Fernsehen 1999
- Schrotgewehr und Guillotine – Das wahre Leben der bayerischen Räuber, mit Klaus Reichold, Bayerisches Fernsehen 2003
- Entlang der böhmischen Elbe, 3 Teile, mit Klaus Reichold, Bayerisches Fernsehen 2003–2007
- Domgeschichten – Passau, mit Klaus Reichold, Bayerisches Fernsehen 2005
- Königreich Bayern – König Ludwig I. von Bayern, mit Klaus Reichold, Bayerisches Fernsehen 2006
- Von Herzögen und Rattenfängern – Münchner Stadtgeschichte von 1158 bis 1799, mit Klaus Reichold, Bayerisches Fernsehen 2008
- Verrückt nach dem Sieg – Beim Palio in Siena, mit Klaus Reichold, Bayerisches Fernsehen 2008
- Der Pate von Rothenburg – Aufstieg und Fall des Heinrich Toppler – Ein Krimi aus dem 14. Jahrhundert, mit Klaus Reichold, Bayerisches Fernsehen 2008
- Wenn die Geister erwachen – Das Festschloss Hof, mit Klaus Reichold, Bayerisches Fernsehen 2011

### Online-Publikationen (Auswahl)
- Im Maschinenraum des Krieges – Ingolstadt 1914–1918. virtuelle Ausstellung, mit Sonja von Behrens, Klaus Reichold und Jens Schley, Bayerisches Armeemuseum, Ingolstadt 2015.[12]